# Sint-Denijskerk (Luik)

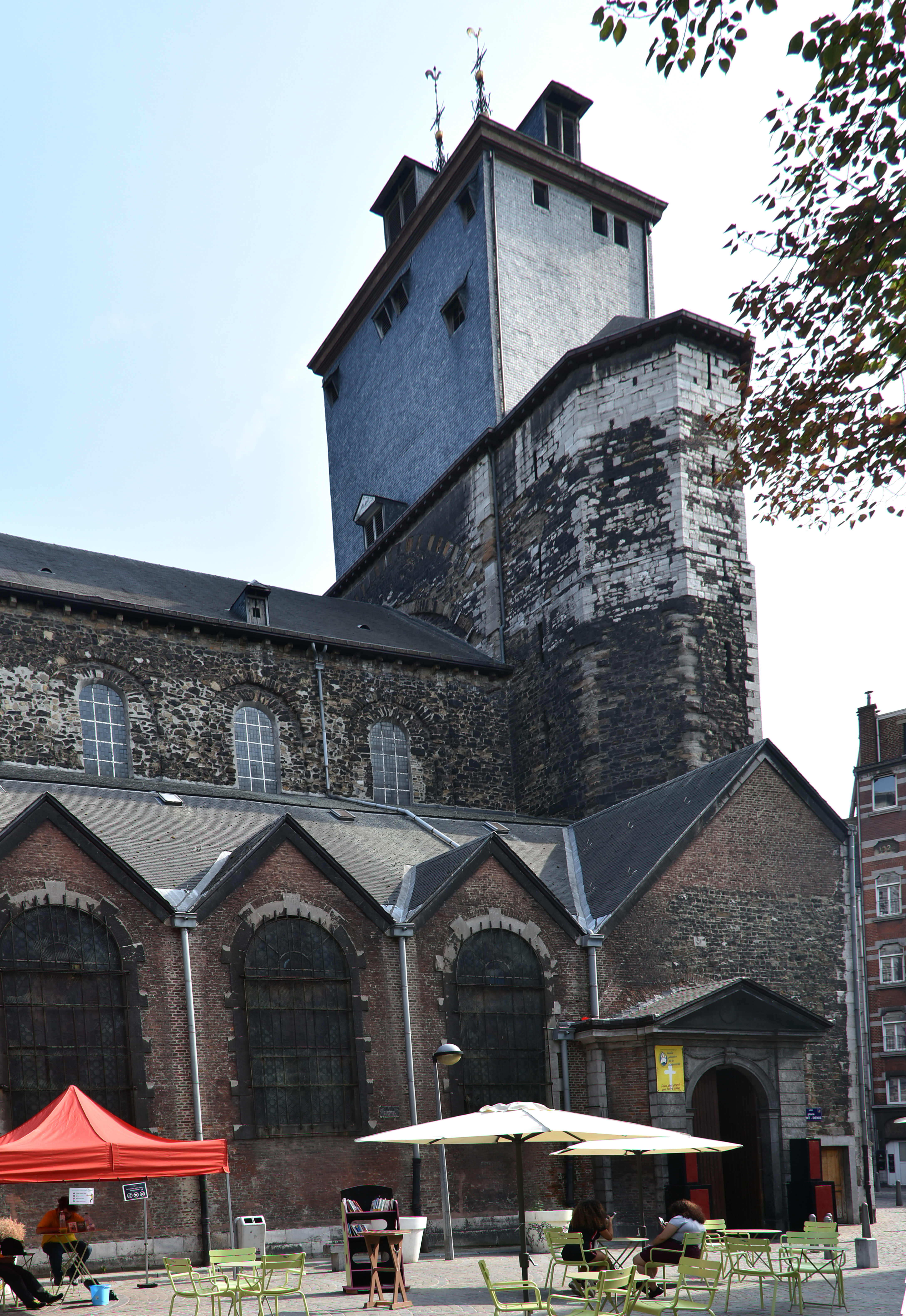
De Sint-Denijskerk in 2018

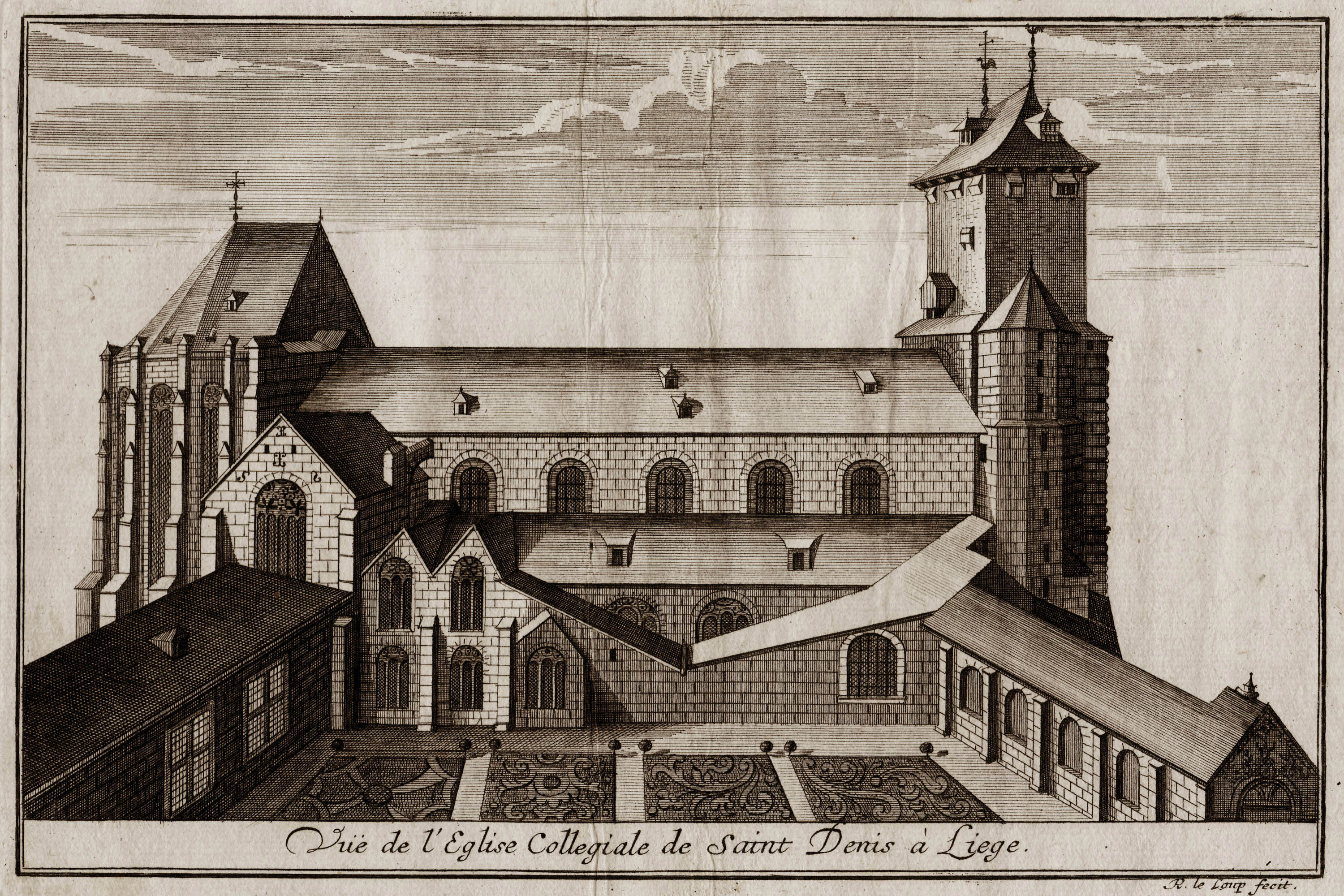
Afbeelding door Remacle Leloup, 1739

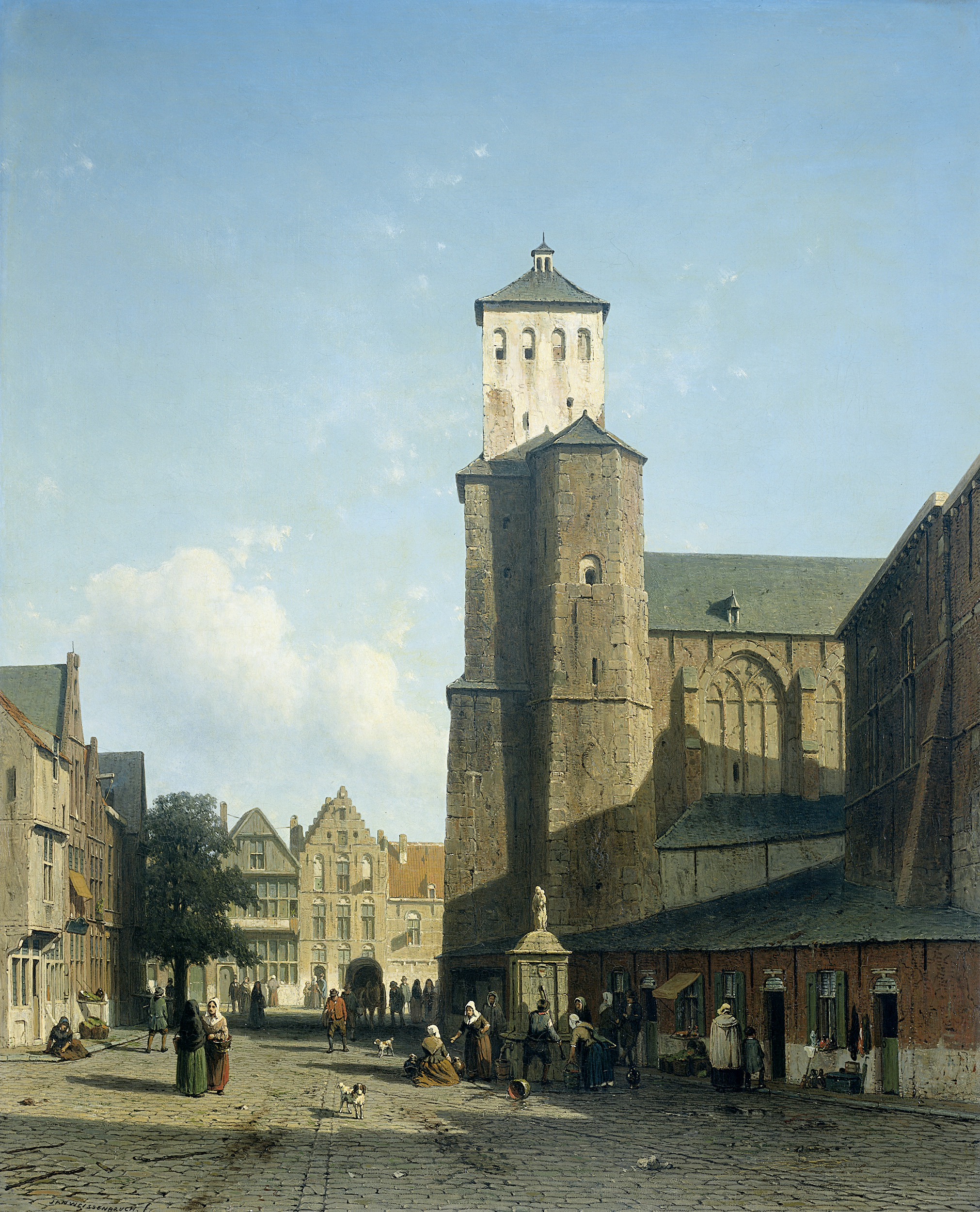
De kerk in de 18e eeuw

De Sint-Denijskerk of Sint-Dionysiuskerk (Frans: Collégiale Saint-Denis de Liège) is een kerkgebouw te Luik. Het was een van de zeven kapittelkerken van Luik. Ze is toegewijd aan Dionysius van Parijs.

## Geschiedenis
De kerk werd gesticht in 987, door toedoen van prins-bisschop Notger. Het kapittel bevatte oorspronkelijk twintig kanunniken, later dertig. De kerk maakte onderdeel uit van de eerste stadsmuur en de zware toren, uitgevoerd in kolenzandsteen, maakte deel uit van de stadsverdediging. Studies van de jaarringen in het hout van de dakbalken van het schip hebben aangetoond dat dit van de periode 1012-1015 dateert. Het romaanse koor werd begin 15e eeuw door het huidige gotisch koor vervangen. Eind 17e eeuw werd het kerkinterieur omgevormd in de trant van de toen heersende barokstijl.
In 1797 werd het kapittel opgeheven. Een deel der kerkschat ging verloren. In 1801 werd de kerk, nu als parochiekerk, heropend. Zij diende een vijftal voormalige parochies. In 1852 werden glas-in-loodramen aangebracht.
In 1987 werd de kerk gerestaureerd.

## Interieur
Het barokinterieur omvat onder meer een 18e-eeuwse preekstoel. Van belang zijn verder een orgelkast uit 1589 en een altaarstuk, kort na 1522 vervaardigd, dat gewijd is aan de Passie en aan het leven van de heilige Dionysius. Het orgel is vervaardigd door Guillaume Robustelly

## Galerij

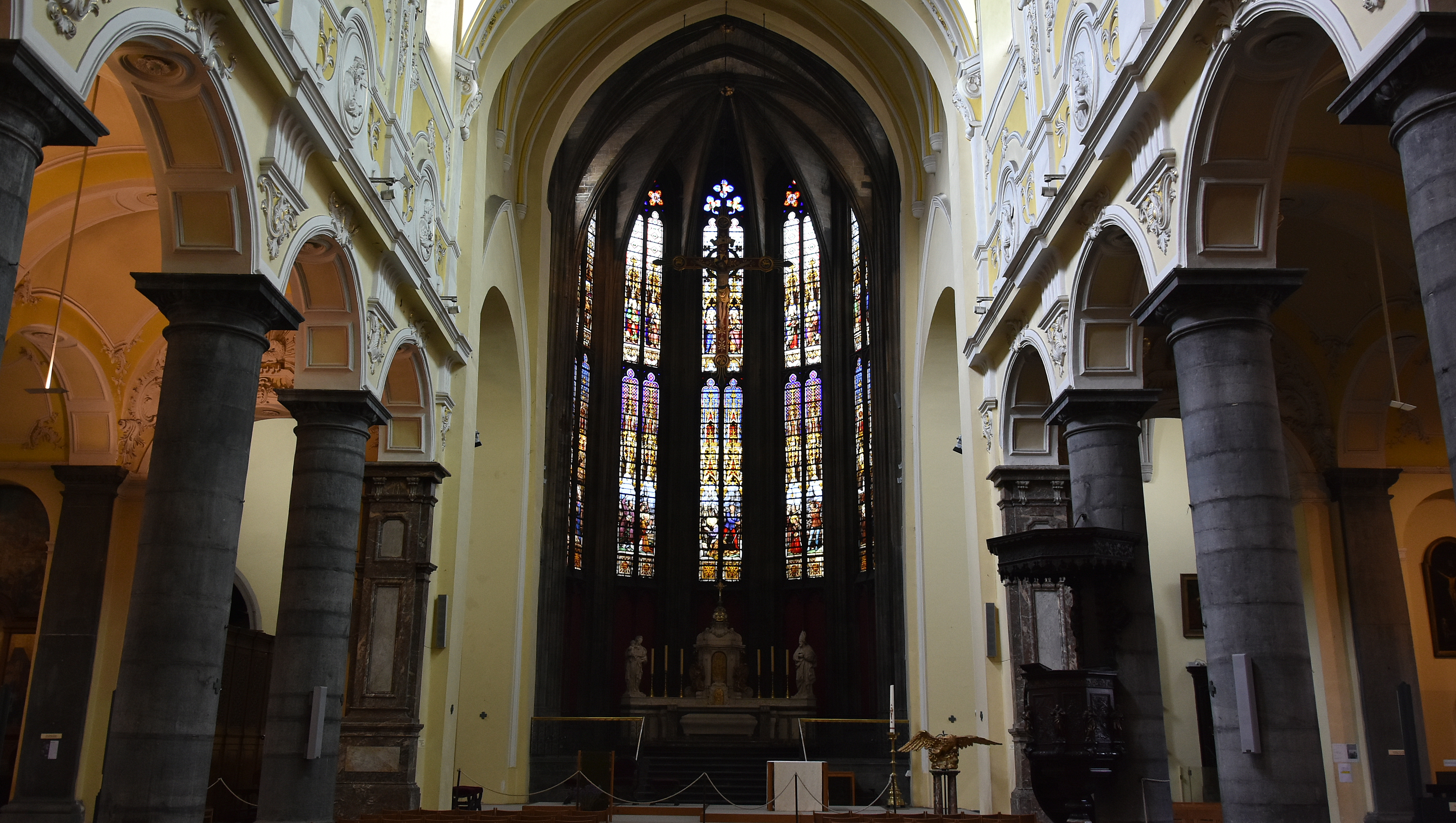
Priesterkoor
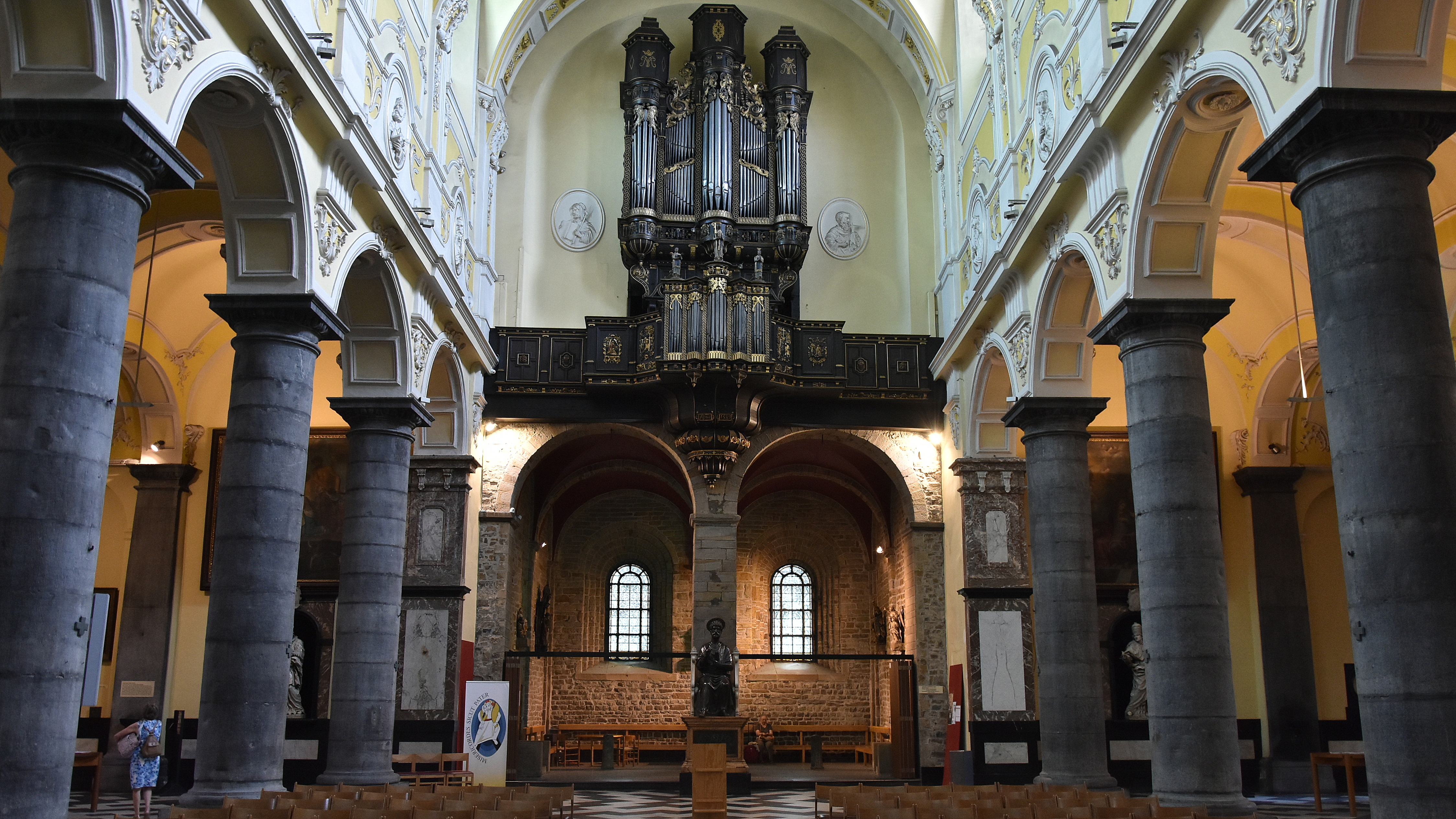
Achterzijde kerkschip en kerkorgel
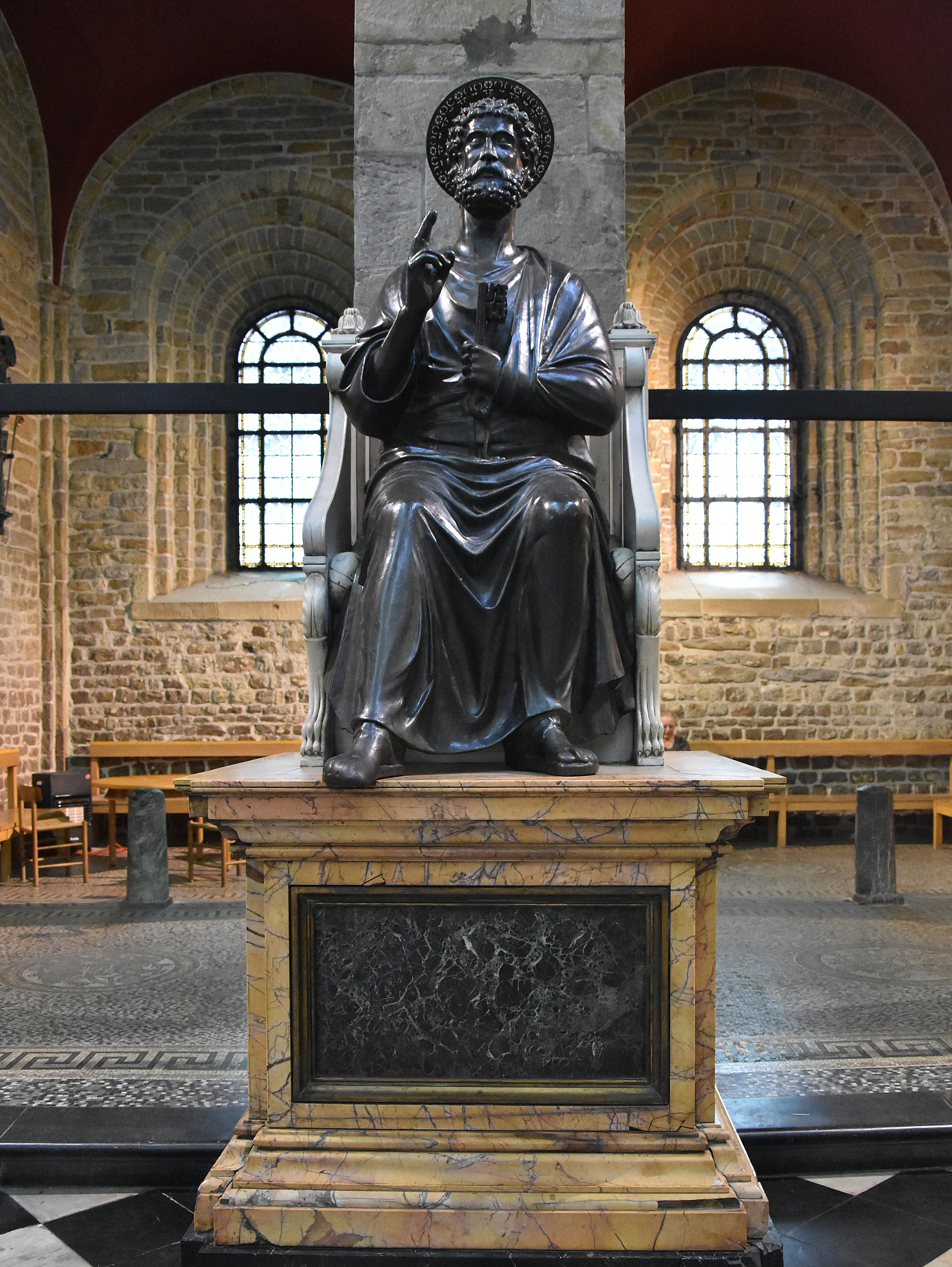
Standbeeld van Petrus (brons, 1887)
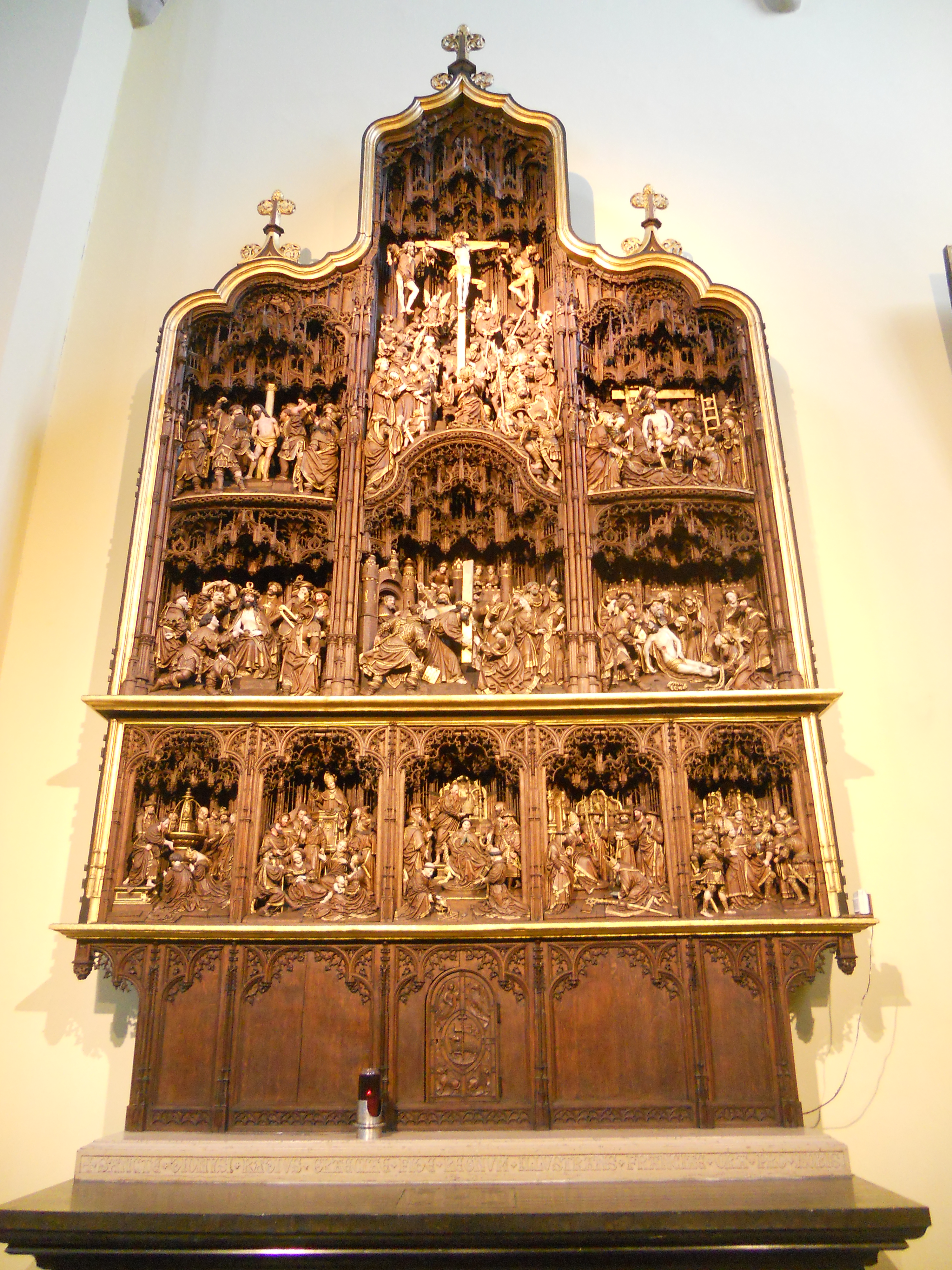
Retabel
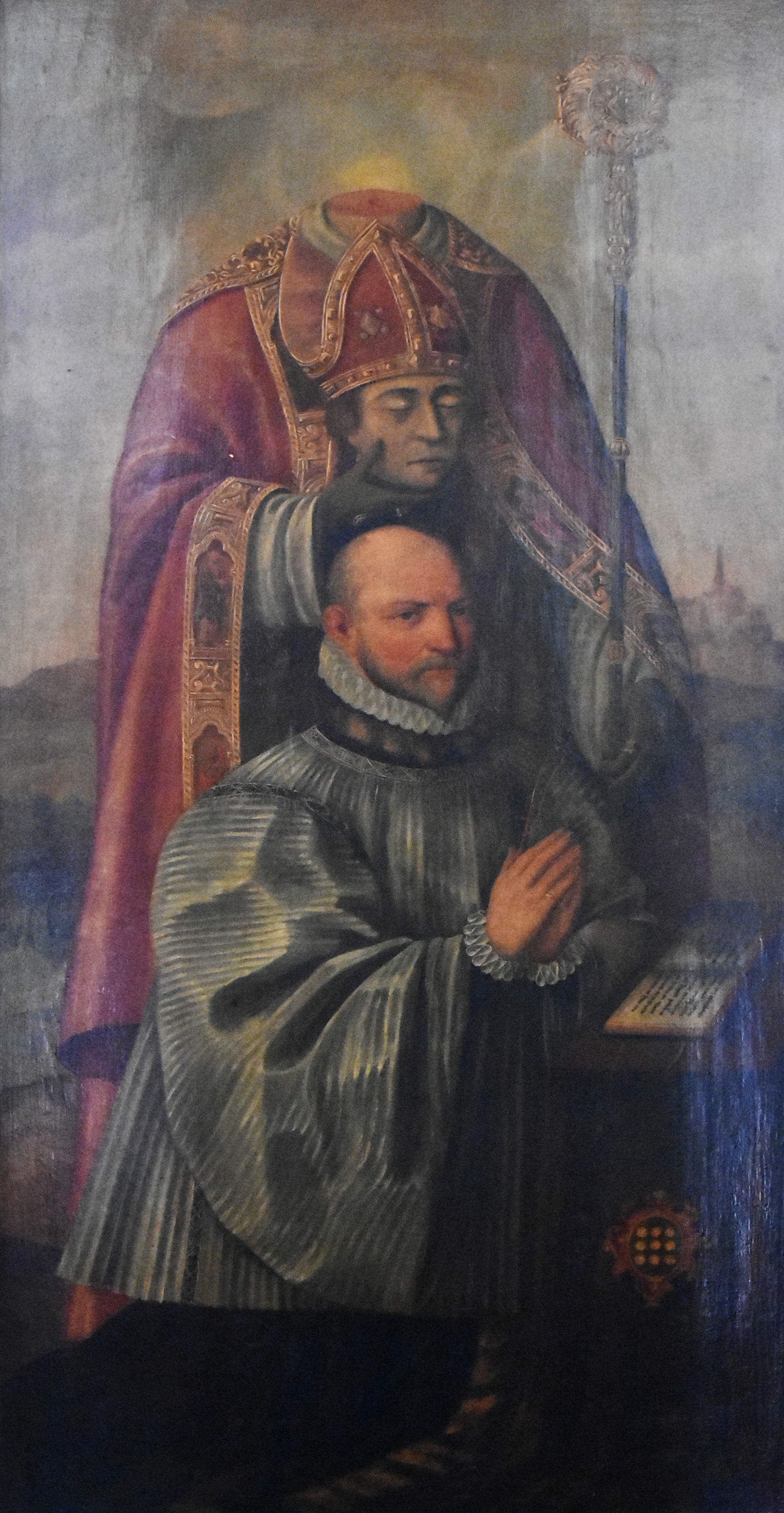
Onbekend (16e eeuw) Dionysius en de kanunnik van Froidmont
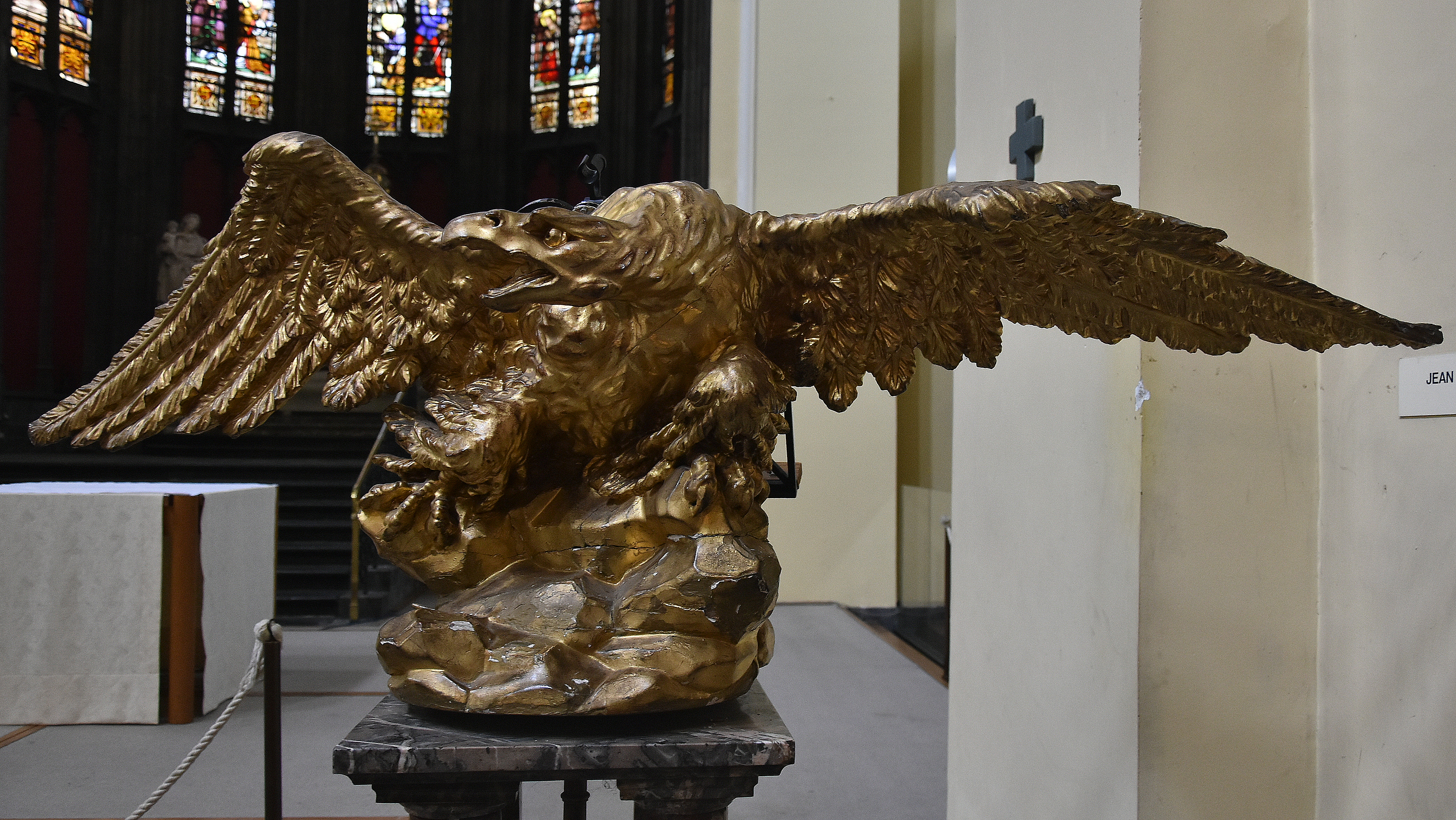
Lessenaar door Jean Del Cour